# Şükrü Saracoğlu Stadyumu

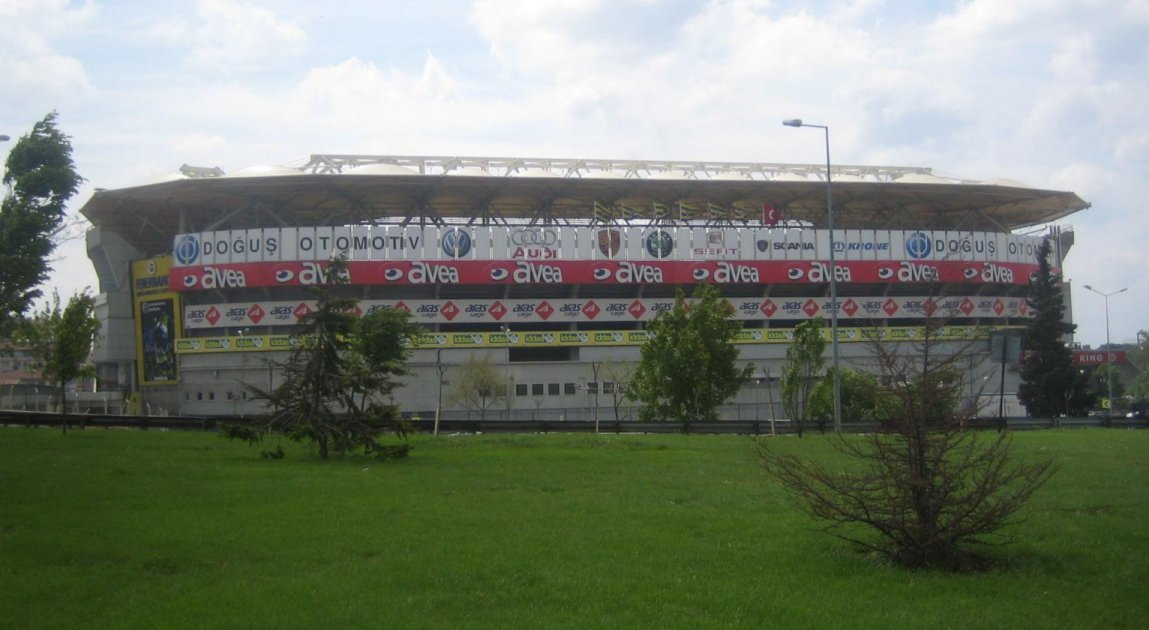
Estadi Şükrü Saracoğlu

El Şükrü Saracoğlu Stadyumu és un estadi de futbol situat al barri de Fenerbahçe del districte i municipi de Kadıköy, pertanyent a la Província i Gran Municipalitat d'Istanbul, Turquia. Va ser inaugurat el 1908 i ha estat renovat entre 1999 i 2006, per la qual cosa va augmentar la seva capacitat d'espectadors. Des de 2006 té el nom de Şükrü Saracoğlu, un antic president del Fenerbahçe SK. És el primer estadi a Turquia dissenyat seguint la normativa vigent de la Federació Internacional de Futbol (FIFA). En aquest estadi disputa com a local els seus partits l'equip de futbol del Fenerbahçe SK.
El Şükrü Saracoğlu Stadyumu ha passat per un procés de reconstrucció integral, que consistia en la destrucció i demolició de cada suport principal per a ser reconstruït posteriorment, de manera escalonada. Aquest tipus d'estadi sembla únic a Turquia. La secció VIP pot albergar fins a 11.000 espectadors. Aquesta capacitat inclou la de les llotges, equipades amb TV, internet, àrea de treball, instal·lacions i molts altres luxes, primers en la seva classe a Turquia. La capacitat total de l'estadi és de 50,509 espectadors. S'hi va jugar la final de la Copa de la UEFA 2008-2009.

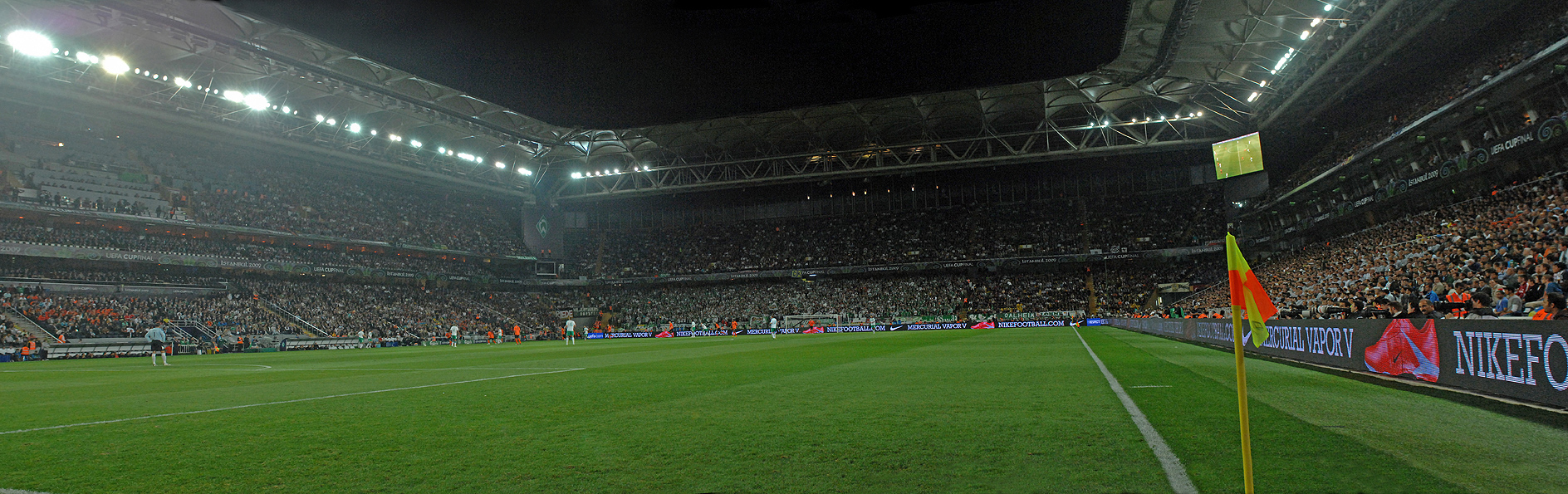
Imatge panoràmica de l'Estadi Şükrü Saraçoğlu.